# Persone di nome Abū/Senza attività specificata
| Questa pagina contiene informazioni ricavate automaticamente dalle voci biografiche con l'ausilio del template Bio e di un bot. L'aggiornamento è periodico e automatico e ricostruisce completamente la pagina. Se manca una persona in questa lista, sei pregato di non aggiungerla, ma accertati piuttosto che la sua voce biografica contenga il template Bio e che i dati anagrafici siano correttamente compilati. Se il template Bio manca, inseriscilo tu stesso o, in alternativa, metti l'avviso {{tmp\|Bio}} che ne segnala la mancanza. Se i dati riportati sono sbagliati, correggi direttamente la voce biografica; le modifiche saranno visibili in questa lista entro pochi giorni. Per chiarimenti vedi il progetto antroponimi. La lista contiene solo le 68 persone che sono citate nell'enciclopedia e per le quali è stato implementato correttamente il template Bio. Pagina aggiornata al 16 ott 2024. |

Questa è una lista di persone presenti nell'enciclopedia che hanno il nome Abū e sono senza attività specificata.

## '(1)
- 'Imad al-Din Zenji II, emiro († 1197)

## A(45)
- Abu l-Darda,  arabo (Yathrib, n. 580 - Damasco, † 652)
- Abu Dawud al-Sijistani (Sistan, n. 817 - Bassora, † 888)
- Abū ʿAbd Allāh al-Shīʿī,  arabo (Kufa - † 911)
- Abū Ayyūb al-Anṣārī (Yathrib - vicinanze di Costantinopoli)
- Abu Ya'qub Yusuf I, califfo (n. 1135 - † 1184)
- Al-Nāṣir li-dīn Allāh, califfo (n. 1158 - † 1225)
- Abū Sufyān ibn al-Ḥārith
- Al-Qadir, califfo (Baghdad, n. 947 - Baghdad, † 1031)
- Abu l-'Abbas 'Abd Allah ibn Ibrahim,  arabo († 903)
- Abu l-Misk Kafur,  egiziano (n. 905 - Il Cairo, † 968)
- Al-Mu'tazz,  arabo (Samarra, n. 847 - Samarra, † 869)
- Abd al-Haqq I († 1217)
- Al-Muti, califfo (Baghdad - Dayr al-Aqul, † 974)
- Abd al-Wahid I, califfo berbero († 1224)
- Al-Muktafi,  arabo (Baghdad, † 908)
- Abd Allah al-'Adil, califfo berbero († 1227)
- Abu l-Hasan al-Bakri,  arabo
- Abu l-'Ala Idris al-Ma'mun, califfo berbero (Malaga, n. 1186 - † 1232)
- Abd al-Wahid II, califfo berbero († 1242)
- Abu al-Hasan al-Sa'id al-Mu'tadid, califfo berbero († 1248)
- Abu Hafs Omar al-Murtada, califfo berbero († 1266)
- Abu l-'Ala al-Wathiq bi-llah Idris, califfo berbero († 1269)
- Abu Sa'id,  mongolo (Ujan, n. 1305 - Soltaniyeh, † 1335)
- Abu l-Hasan 'Ali (Mondújar, † 1485)
- Abu l-'Abbas Muhammad I, emiro († 856)
- Al-Qahir, califfo (Baghdad, n. 899 - Baghdad, † 950)
- Al-Radi, califfo (Baghdad, n. 909 - Medina, † 940)
- Al-Mustakfi, califfo (Baghdad, n. 908 - Baghdad, † 949)
- Al-Ta'i', califfo (Baghdad, n. 932 - Baghdad, † 1003)
- Al-Muqtadi, califfo (Baghdad, n. 1056 - Baghdad, † 1094)
- Al-Rashid, califfo (Baghdad, n. 1109 - Esfahan, † 1138)
- Al-Muqtafi, califfo (Baghdad, n. 1096 - Baghdad, † 1160)
- Al-Mustanjid, califfo (Baghdad, n. 1124 - Baghdad, † 1170)
- Al-Zahir, califfo (Baghdad, n. 1175 - † 1226)
- Abu Abd Allah Muhammad al-Qa'im,  marocchino († 1517)
- Abu Ibrahim Ahmad, emiro († 863)
- Abu Hudhayfa ibn al-Mughira,  arabo
- Abu Hudhayfa ibn 'Utba,  arabo (La Mecca - Yamama, † 633)
- Abu Thabit I († 1352)
- Abu Lubaba ibn 'Abd al-Mundhir,  arabo (Yathrib)
- Al-Mustakfi, califfo arabo (Il Cairo, n. 1285 - Qūṣ, † 1340)
- Al-Maʾmūn (Baghdad, n. 786 - Tarso, † 833)
- Al-Muwaffaq (Samarra - Baghdad, † 891)
- Abu l-Abbas al-Saffah, califfo (al-Humayma, n. 722 - al-Anbar, † 754)
- Abu Sa'id al-Khudri,  arabo (Yathrib - Medina, † 693)

## B(2)
- Bilal
- Al-Musta'in, califfo arabo (Il Cairo, n. 1390 - Alessandria d'Egitto, † 1430)

## D(1)
- Abū l-Qāsim al-Hasan,  arabo (n. 911 - Palermo, † 964)

## I(11)
- Ibrahim II, emiro (n. 850 - Cosenza, † 902)
- Al-Mansur, califfo (al-Humayma - Baghdad, † 775)
- Abu Dujana,  arabo (Yathrib - Yamama, † 632)
- Al-Muqtadir,  arabo (Baghdad, n. 895 - Baghdad, † 932)
- Al-Mu'tamid, califfo (Samarra - Samarra, † 892)
- Al-Muttaqi, califfo (Baghdad, n. 908 - al-Jazīra al-Sindhiyya, † 968)
- Musa ibn Nusayr (n. 640 - Hegiaz, † 716)
- Al-Muqtadir (Saragozza - Saragozza, † 1081)
- Abu l-Khattar al-Husam ibn Dirar al-Kalbi (Cadice, † 747)
- Abu Hurayra (Yemen, n. 603 - La Mecca, † 678)
- Isma'il I, emiro persiano (Fergana, n. 849 - Bukhara, † 907)

## M(4)
- Muhammad IV di Granada (Granada, n. 1315 - † 1333)
- Muhammad VI di Granada (Granada, n. 1332 - Siviglia, † 1362)
- Abu Madyan Shu'ayb,  spagnolo (Cantillana, n. 1126 - Tlemcen, † 1197)
- Muhammad ibn Mardanish (Peñíscola, n. 1124 - Murcia, † 1172)

## S(1)
- Sabuktigin di Ghazna, emiro e militare turco (Barskon, n. 942 - Balkh, † 997)

## Y(1)
- Yahya al-Mu'tasim, califfo berbero († 1236)

## ʿ(2)
- Abu 'Amir 'Abd Allah,  marocchino († 1398)
- ʿAlī al-Riḍā (Medina - Tus, † 818)